# Gustaf Düben den äldre

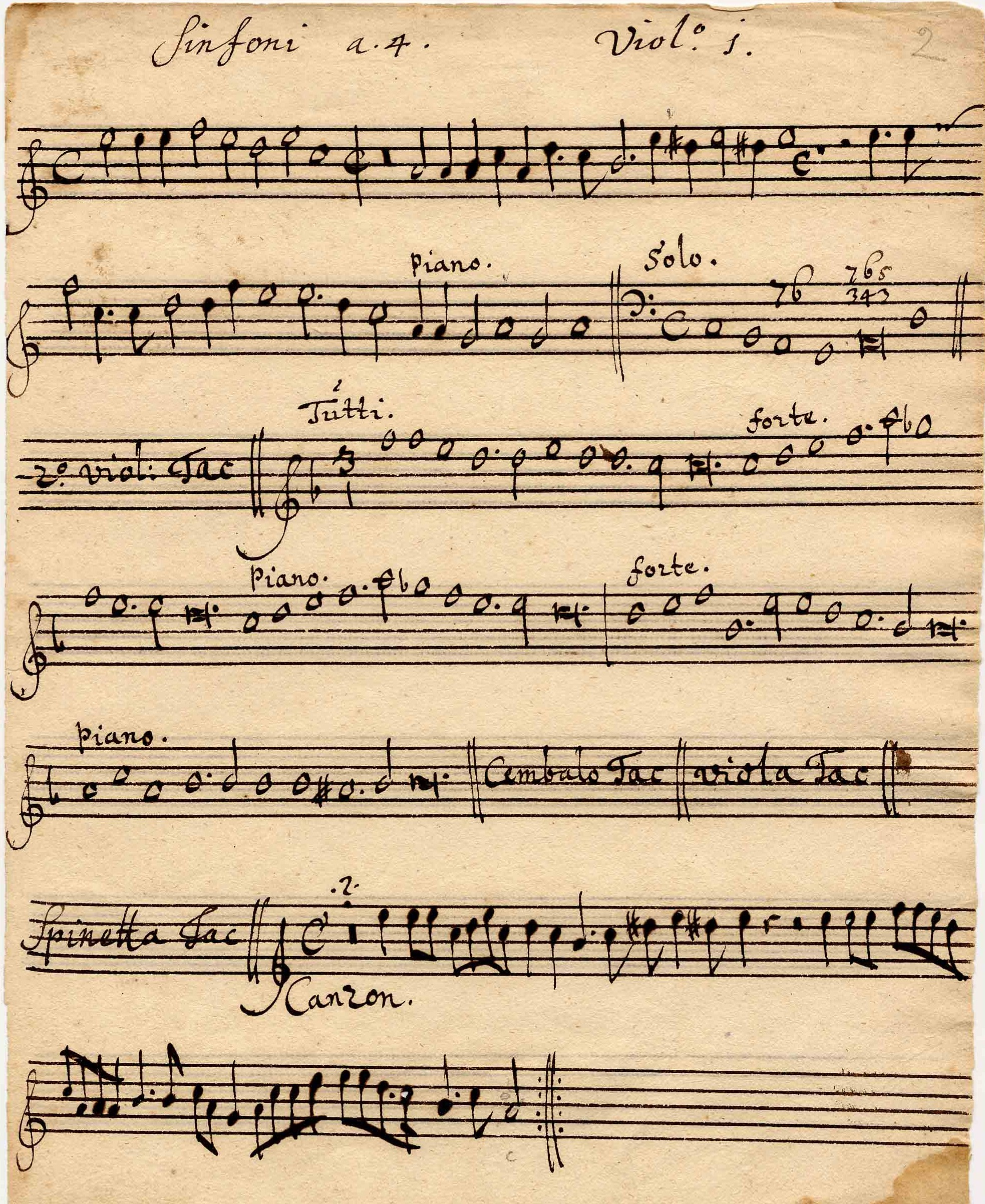
Violinparti från Sinfonia a 4 av Gustaf Düben. Ingår i Dübensamlingen i Uppsala

Gustaf Düben den äldre, född 1624 i Stockholm, död 19 december 1690, var en svensk kapellmästare, organist och tonsättare. Han var son till Anders Düben den äldre, och far till Gustaf von Düben den yngre, Emerentia von Düben, Joachim von Düben den äldre och Anders von Düben den yngre.

## Biografi
Gustaf Düben föddes 1624 i Stockholm. Han var son till hovorganisten Anders Düben och Anna Maria Gabrielen. Düben blev hovmusikant 13 november 1647. Han övertog sin fars position som hovkapellmästare och organist i Tyska kyrkan år 1663. Han avled i Stockholm 19 december 1690 och begravdes 31 januari 1691 i Jacobs kyrka i Stockholm.
Under utlandsresor samlade han in en stor mängd musik av mer än 200 tonsättare. Dessa noter finns bevarade i den så kallade Dübensamlingen i Uppsala universitetsbibliotek.
Som tonsättare skrev Düben många andliga kompositioner och tonsatte också Samuel Columbus Odae Sveticae (tryckta 1674), bland annat den berömda Lustvin dansar en gavott med de fem sinnena. Flera av Columbus-kompositionerna har senare blivit använda som koralmelodier.
Düben har komponerat några verk som används till flera psalmer i Den svenska psalmboken 1986 (nr 43 är samma som 53, 58 och 568, samt därtill psalm nr 503) och förekommer också i tidigare utgåvor med andra psalmer och i frikyrkliga psalmböcker.

### Familj
Han gifte sig 26 november 1654 i Stockholm med Emerentia Standaert (död 1679). Emerentia var född i Holland och hennes föräldrar var handelsmannen och vinhandlaren Nikolaus Standaert i Stockholm (stamfader för ätten Standaerhielm) och Ursula de Neeff. De fick tillsammans barnen Gustaf von Düben (1659–1726), Emerentia von Düben (1669–1743), Joachim von Düben (1671–1730) och Anders von Düben (1673–1738).

## Verkförteckning

### Instrumentalmusik
- Allemand - Courante - Saraband, för stråkar
- Klaversvit d-moll
- Sinfonia a 4 con cimbalo é spinetta (10 augusti 1654)
- Sonata a 4. viol. (1665)

### Vokalverk
- Ein getreues Hertze wissen

- Odae Sveticae (författare Samuel Columbus, Stockholm 1674)
  - Tröste-sång
  - Aftonsång
  - Det vida, vilda hav
  - O huru väl är dock den själ
  - Hwad är dock Werldsens wäsende?
  - Lustvin dansar en gavott med de fem sinnena
- Alles Leben dieser Erden
- All livs och levnads springkälla (1673)
- Allt vad i Sverige bor (1688 till prinsessan Hedvig Sofia av Sveriges födelsedag)
- Heut freut sich der Himmel (1688 till prinsessan Hedvig Sofia av Sveriges födelsedag)
- Du runda himlavalv
- Hur fåfängt är allt
- Man sagt sonst was geschwind entsteht
- Min ibland alla utkorade lilja

### Kyrkliga verk
- Veni Sancte Spiritus (1651)
- Fader vår (1663)
- Surrexit Pastor Bonus (1664)
- Cessat gaudium (altsolo; 1679)
- Miserere för fem vokalstämmor ? (1660)
- Wie bist du Davids Herr
- O grosser Gott
- Ack Herre hör min bön (1688 till Jacob Parmands begravning)
- Auf Ihr Götter kommt zusammen
- Blickt ihr Salinnen auf mit Freunden

### Psalmer
- Jesus är min vän den bäste (1695 nr 245 och 1986 nr 43) tonsatt 1674 och samma melodi används till:
  - Hjärtan, enigt sammanslutna (1986 nr 58)
  - Dig allena vare ära (1819 nr 8 och 1937 nr 17)
  - Hemlandstoner mäktigt ljuda (1921 nr 662 och 1937 nr 578 )
  - Livets Ande, kom från ovan (1986 nr 53)
- Så har nu denna dag (1986 nr 503) tonsatt även den 1674 med inledningen Nu hafwer denna dag i 1695 års psalmbok.